# Wurmbea monantha
Wurmbea monantha là một loài thực vật có hoa trong họ Colchicaceae. Loài này được (Endl.) T.D.Macfarl. miêu tả khoa học đầu tiên năm 1980.